# Vobbia
Vobbia je italská obec v provincii Genova v oblasti Ligurie.
V roce 2012 zde žilo 453 obyvatel.

## Sousední obce
Busalla, Carrega Ligure (AL), Crocefieschi, Isola del Cantone, Mongiardino Ligure (AL), Valbrevenna

## Vývoj počtu obyvatel
Zdroj: 